# آرامگاه شاه حسین ولی
آرامگاه شاه حسین ولی مربوط به دوره صفوی است و در تبریز، چای کنار، بعد از پل سنگی، مدرسه و مقبره شاه حسین ولی واقع شده و این اثر در تاریخ ۲۳ بهمن ۱۳۸۵ با شمارهٔ ثبت ۱۷۳۳۷ به‌عنوان یکی از آثار ملی ایران به ثبت رسیده است.

## شاه حسین ولی و سید محمدحسین طباطبایی
مترجم تفسیر المیزان سید محمدباقر موسوی همدانی در جلد اول تفسیر المیزان با اجازهٔ سید محمدحسین طباطبایی داستانی را می‌آورد که در اصل عربی این تفسیر وجود ندارد. در آن داستان که از قول طباطبایی است، چنین آمده:
هنگامی که در نجف درس می‌خواندم برای من از تبریز ماهیانه‌ای می‌آمد و من با آن ماهیانه امرار معاش می‌کردم. یک وقتی که به علت اختلاف دو دولت ماهیانه ما قطع شد و پس‌انداز ما هم تمام شد. یک روز سر میز مطالعه نشسته بودم ناگهان همین فکر رشته افکار مرا پاره کرد که، تا کی تیرگی روابط بین ایران و عراق ادامه خواهد داشت، پولی نداریم و در غربتیم. به محض اینکه این فکر به نظرم رسید متوجه شدم که محکم درب خانه را کوبیدند. رفتم در را باز کردم، آقائی پشت در بود با محاسن حنائی و قد کشیده، عمامه‌اش فرم خاصی بود لباسش هم همین‌طور به محض اینکه در باز شد گفت سلام وعلیکم –جواب سلام را دادم- آن مرد گفت من شاه حسین ولی، خداوند تعالی می‌فرماید دراین هیجده سال چه وقت تو را گرسنه گذاشته‌ام که تو حالا مطالعه ات را رها کردی و به فکر این افتادی که روابط ایران و عراق تا کی تیره می‌ماند و کی برای ما پول می‌رساند. خدا حافظ شما- من هم خدا حافظی کردم و درب را بستم آمدم تو، پشت میز نشستم آن وقت تازه سرم را از روی دستم برداشتم بعد چند سؤال برایم پیش آمد که آیا من با پاهام دم دررفتم یا همین‌طور که سرم روی دستم بوده این عالم را مشاهده کردم؟ جواب این سؤال برایم روشن نشد. سؤال دیگری که برایم پیش آمد این بود که آیا خواب دیده‌ام یا بیداربودم؛ ولی برایم مسلم بود که بیدار بودم. سؤال سوم این بود که این آقا گفت شیخ حسین ولی یا شاه حسین ولی، ولی شاه بودن به قیافه اش نمی‌خورد، شیخ بودنش را مطمئن نبودم. این سؤال لاینحل بود تا اینکه برایم نوشتند بیا تبریز، صبحها طبق معمول در نجف بین الطلوعین به وادی السلام نجف می‌رفتم. در آنجا در تبریز هم قدم زنان می‌رفتم سر قبرها، در همین موقع برخوردم به قبری که مشخص بود قبر محترمی است و حالی دارد، سنگ قبر را خواندم، دیدم بعد از احترامات زیادی نوشته مرحوم شاه حسین ولی، متوجه شدم که این همان آقائی است که در نجف آمده در منزل ما، تاریخ فوت را نگاه کردم دیدم حدود ۳۰۰ سال قبل است. یکی دیگر از مسائلی که روشن نشده بود این بود که شاه حسین ولی گفته بود خداوند فرموده ۱۸ سال تو را گرسنه نگذاشته‌ام ولی این تاریخ کجاست. چون حدود ۹ سال بیشتر نیست که در نجفم و حدود ۲۵ سال است که درس می‌خوانم. پس مبدأ این تاریخ کجاست. وقتی فکر می‌کردم متوجه شدم که درست ۱۸ سال است که من معمم شده‌ام و به لباس سربازی امام زمان (عج) درآمده‌ام. موسوی همدانی (۲۶/۰۸/۶۱)

## نگارخانه

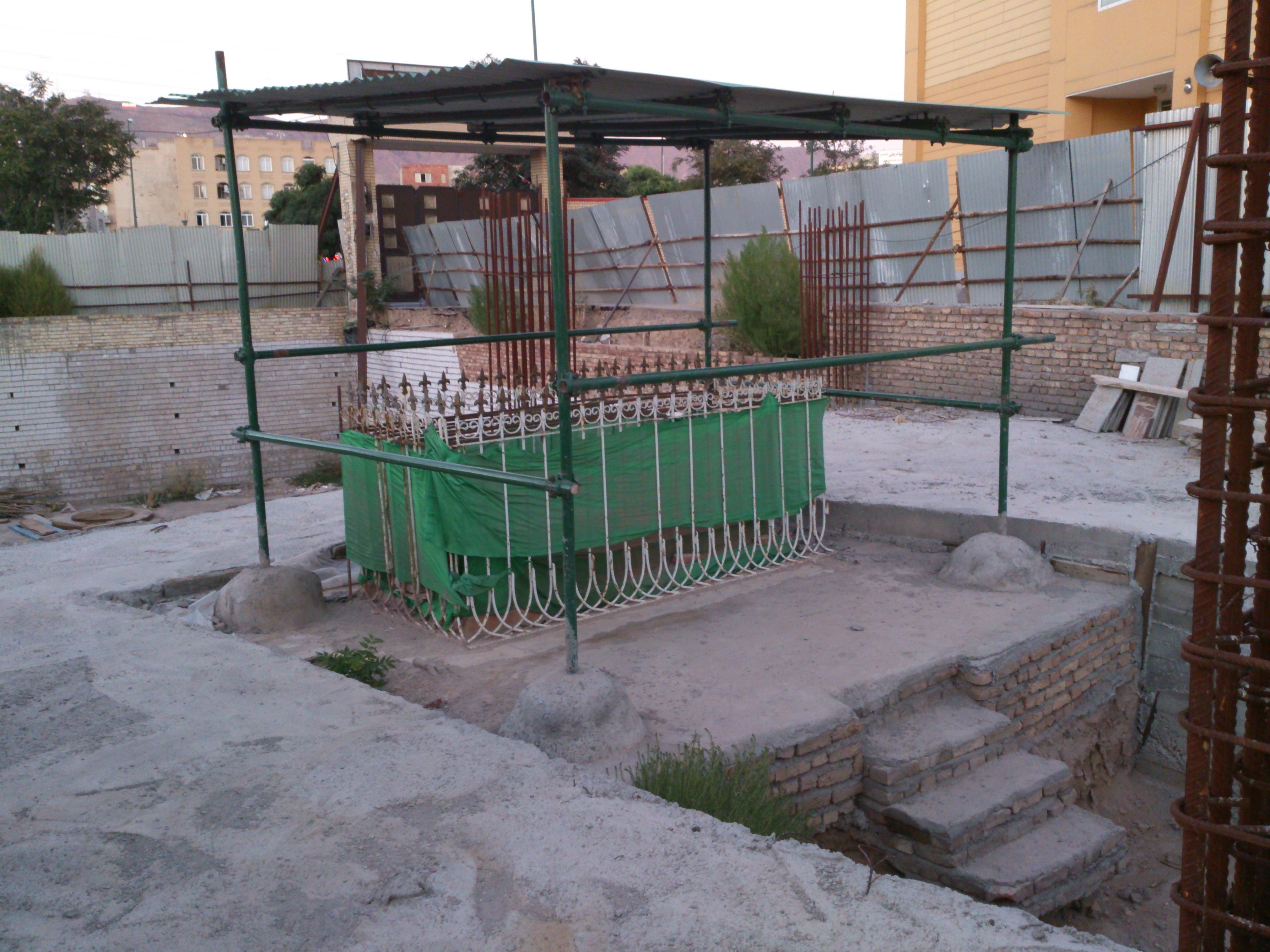
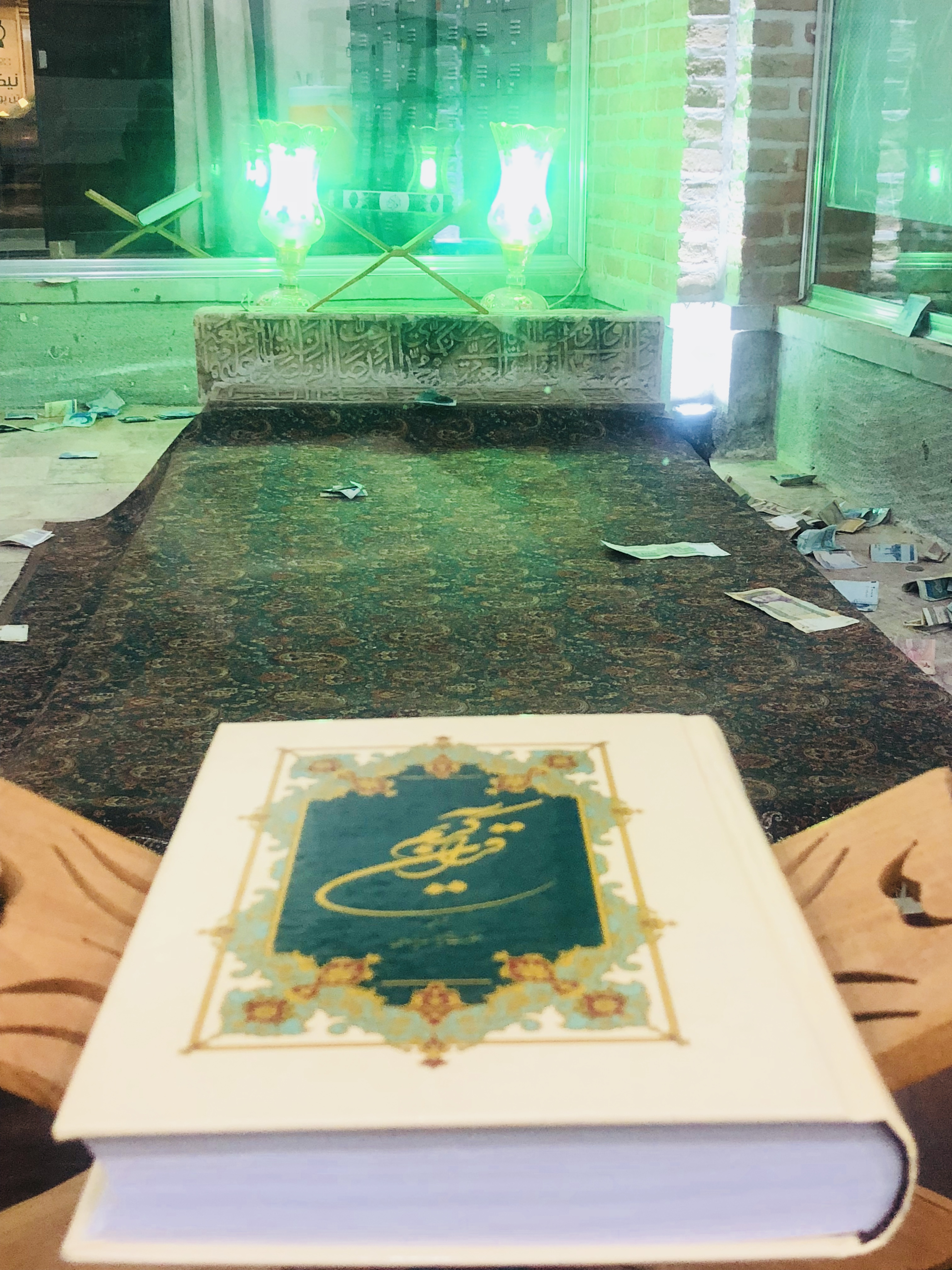
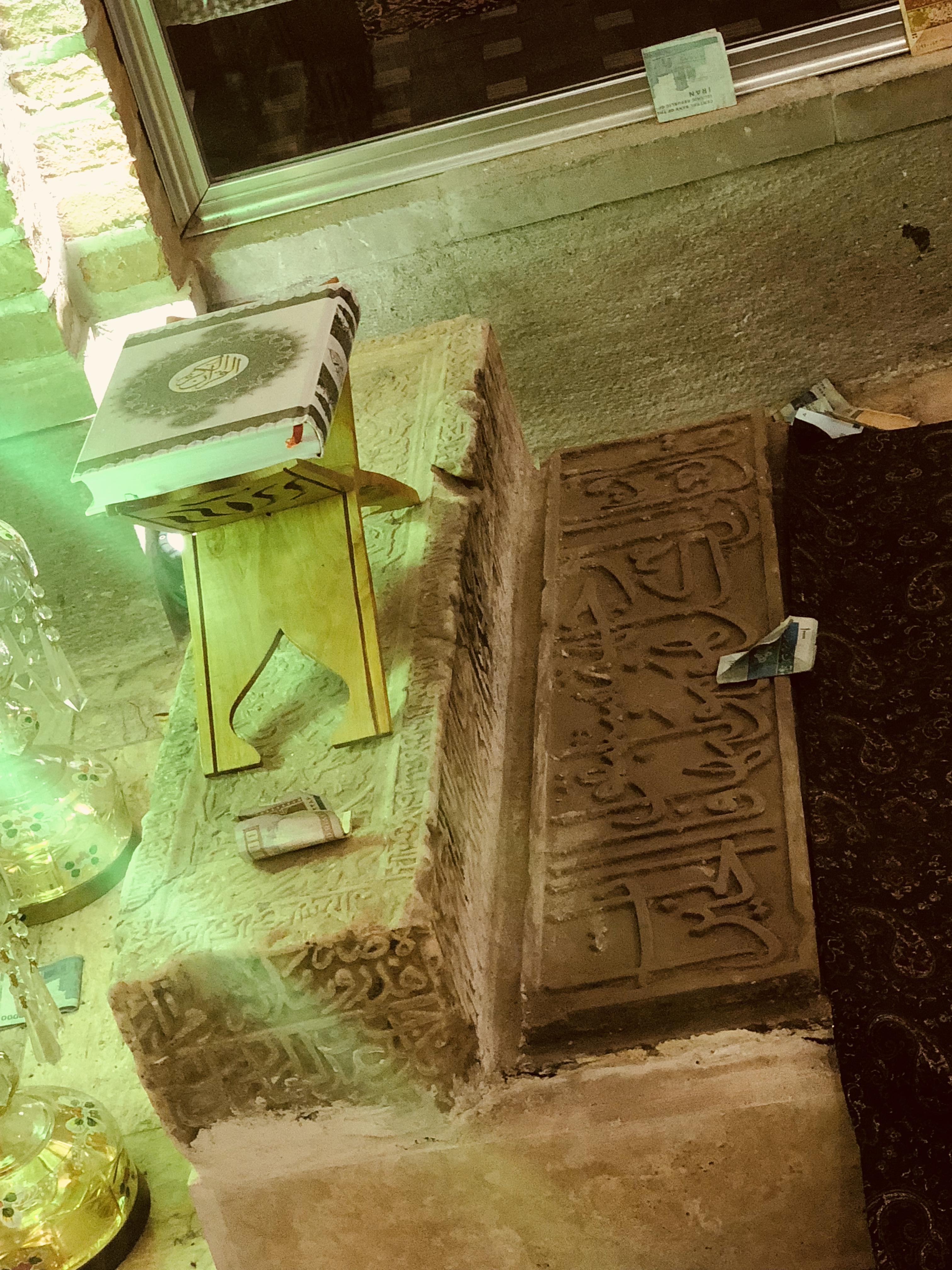
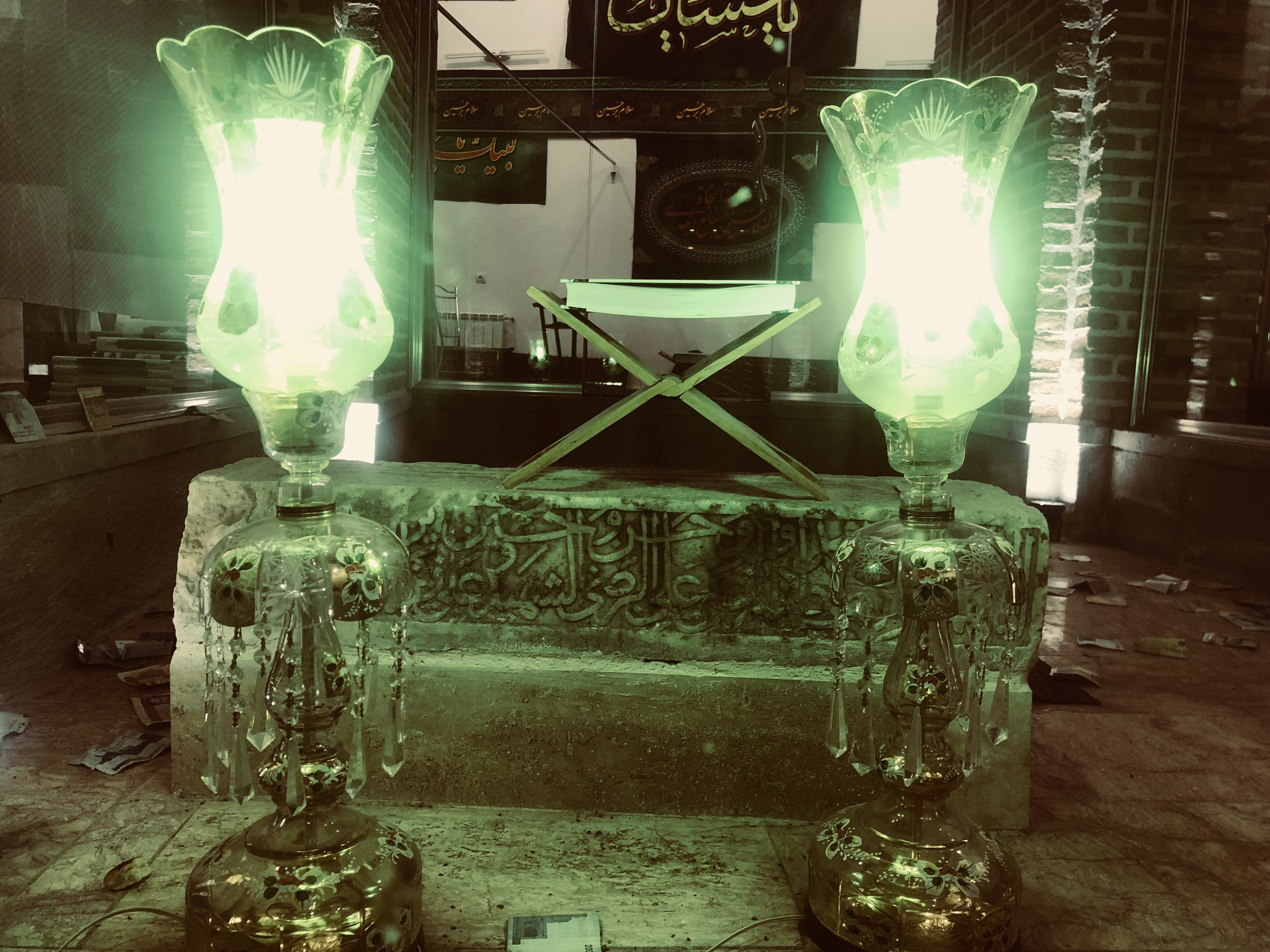